# Willi Koops
Willi Koops (* 13. November 1896 in Nebenstedt; † 11. Januar 1972 in Dannenberg) war ein deutscher Politiker (CDU). Er war von 1949 bis 1968 Bürgermeister der Stadt Dannenberg, von 1946 bis 1958 sowie von 1968 bis 1972 Landrat des Landkreises Lüchow-Dannenberg und von 1953 bis 1957 Mitglied des Deutschen Bundestages.

## Leben
Nach dem Besuch der Volksschule arbeitete Koops ab 1911 im landwirtschaftlichen Betrieb seines Vaters. Ab 1916 nahm er als Soldat am Ersten Weltkrieg teil, aus dem er 1919 zurückkehrte. Er wurde 1922 als Spediteur tätig und führte eine bahnamtliche Spedition mit logistischer Spezialisation auf Kohlen, Getreide, Futter- und Düngemittel sowie für den Möbel- und Güterfernverkehr. Nach dem Zweiten Weltkrieg war Koops neben seiner politischen und beruflichen Tätigkeit Vorsitzender des Elbe-Jeetzel-Deichverbandes und Vorsitzender des Wasserbeschaffungsverbandes.
Koops beteiligte sich an der Gründung der CDU in Dannenberg und war Mitglied des CDU-Kreisvorstandes. Er war seit 1945 Stadtrat in Dannenberg und bekleidete dort von 1949 bis 1968 das Amt des Bürgermeisters. Zudem war er von 1949 bis 1968 Mitglied des Kreistages und von 1946 bis 1958 sowie von 1968 bis zu seinem Tod Landrat des Landkreises Lüchow-Dannenberg. Dem Deutschen Bundestag gehörte er von 1953 bis 1957 als direkt gewählter Abgeordneter des Wahlkreises 35 (Lüneburg – Dannenberg) an. Im Parlament war er Mitglied des Ausschusses für Verkehrsfragen.